# Józef Woyna Orański
Józef Woyna Orański herbu własnego – podczaszy nowogrodzkosiewierski w latach 1772–1779, podstoli nowogrodzkosiewierski w latach 1762–1772, sędzia ziemski starodubowski.
Podpisał elekcję Stanisława Augusta Poniatowskiego w 1764 roku  z województwem wołyńskim. Był konsyliarzem województwa wołyńskiego w konfederacji radomskiej. Poseł województwa bełskiego na sejm grodzieński (1793), członek konfederacji grodzieńskiej 1793 roku z zastrzeżeniem całości Rzeczypospolitej..